# Mas Pujolar
El Mas Pujolar és un edifici al nord-est del nucli urbà de la població de Vilajuïga (Alt Empordà), a la vall de la riera del Pujolar. S'hi accedeix des de la carretera N-260, agafant un trencall a mà esquerra prop del quilòmetre 20, que travessa les vies del tren en direcció al mas.del municipi de

## Arquitectura
És una masia inclosa a l'Inventari del Patrimoni Arquitectònic de Catalunya, de planta rectangular, formada per tres crugies perpendiculars a la façana, amb la coberta de dues vessants de teula. Està distribuïda en planta baixa i pis, amb un porxo adossat davant la façana principal, amb terrassa al nivell del primer pis. El porxo protegeix l'accés principal a l'edifici i està cobert amb una volta rebaixada amb llunetes, bastida amb maons disposats a pla. El portal d'accés és d'arc de mig punt bastit amb lloses disposades a sardinell, amb els brancals bastits amb carreus i alguna refecció amb maons. La resta d'obertures de l'edifici són rectangulars, algunes d'elles amb els brancals bastits amb maons i les llindes de pedra. Adossat a la façana oest de la construcció hi ha el forn, de planta quadrada amb coberta a un sol vessant de teula.
L'interior de l'edifici presenta, a la planta baixa, sostres coberts amb voltes i, al pis, sostres embigats. Envers l'est hi ha tres cossos rectangulars més, destinats a dependències agrícoles del mas, actualment força enrunades. A la part posterior de l'edifici hi ha un espai tancat de planta rectangular, delimitat per un mur de pedra. A pocs metres al sud-est de la masia hi ha un edifici rectangular, amb la coberta de dues vessants, en origen destinat a les tasques agrícoles. Destaca un pou, situat al sud-oest de l'edifici. Es tracta d'un pou cobert de planta circular, bastit amb rebles de pedra i fragments de material constructiu, tot lligat amb morter. La coberta de l'estructura és bastida amb grans lloses granítiques, una de les quals té un orifici circular per a l'argolla de sosteniment de la cúrria. L'ampit del pou és fet amb dues grosses lloses de granit.

## Història
El mas Pujolar és a l'extrem oriental del terme de Vilajuïga, a tocar el marge esquerre de la riera Pujolar, al punt on la seva vall s'eixampla considerablement, en el sector de confluència amb la riera de Valleta. El mas és al peu del vessant occidental de la penya de Roca de Miralles (279 msnm), al cim de la que hi hagué el castell de Miralles i la seva església de Sant Pere, documentats al s. X.
En la documentació alt-medieval, la riera i la vall de Valleta, en aquest indret de contacte amb la riera Pujolar especialment, apareix citada amb el nom, avui perdut, de Budica o Budiga. L'any 974, a l'epístola del papa Benet VI a l'abat de Sant Pere de Rodes el Valle Budiga i el reigo de Budiga, s'hi esmenten com a límits de la possessió del cenobi. El mateix succeeix al precepte del rei Lotari I de França del 982 i a l'epístola del papa Joan XV del 990, que confirmen aquestes possessions i on hi ha al·lusions al collum de Valle Budica i al rivolum Budica.
El mateix topònim, però aquesta vegada fent referència al curs més alt de la riera de Valleta, apareix en una butlla del papa Benet VIII de l'any 1017 a favor de Sant Esteve de Banyoles, en precisar les afrontacions de l'alou de la cel·la de Sant Martí de Vallmala o Fontanet: "ab occiduo in rio quem dicunt Budiga...".
Actualment l'heretat està molt deteriorada i abandonada, encara que es continua utilitzant de segona residència.